# Adrienne Grêt-Regamey
Adrienne Grêt-Regamey (* 18. Mai 1973) ist eine Schweizer Umweltnaturwissenschaftlerin und Landschaftsplanerin. Seit 2014 ist sie Professorin am Lehrstuhl für die Planung von Landschaften und Umweltsystemen (PLUS) am Institut für Raum- und Landschaftsentwicklung der ETH Zürich.

## Ausbildung
1998 erwarb Adrienne Grêt-Regamey den Master in Umweltwissenschaften an der ETH Zürich, ein Jahr später das Diplom als Lehrerin für Biologie und Umweltwissenschaften (Höheres Lehramt), ebenfalls an der ETH Zürich.

## Karriere
Von 1994 bis 1997 war Adrienne Grêt-Regamey wissenschaftliche Mitarbeiterin am National Center of Atmospheric Research (NCAR) in Boulder, USA. Danach arbeitete sie als Dozentin für Umweltwissenschaften an der Hochschule für Technik HSR in Rapperswil und als Biologielehrerin an der Academia Engadina in Samedan. 1999 kehrte sie für drei Jahre in die USA zurück, wo sie bei Stratus Consulting in Boulder tätig war. Es folgte eine erneute Tätigkeit am NCAR in Boulder als Projektwissenschaftlerin in der Gruppe Umwelt und gesellschaftliche Auswirkungen. Nach ihrer Rückkehr in die Schweiz war Adrienne Grêt-Regamey von 2006 bis 2007 wissenschaftliche Mitarbeiterin im Bundesamt für Umwelt in Bern. 2007 kam sie als Postdoc-Forschungsstipendiatin ans Institut für Raum- und Landschaftsentwicklung der ETH Zürich und wurde dort ein Jahr später mit 34 Jahren zur bisher jüngsten Assistenzprofessorin berufen. Seit 2014 ist sie ordentliche Professorin.

## Forschung
Die Forschungsschwerpunkte von Adrienne Grêt-Regamey liegen auf der Untersuchung der Wechselwirkungen zwischen Mensch und Umwelt und deren Einfluss auf die Gestaltung und Veränderung von Landschaften. Sie erforscht, wie Menschen Landschaften wahrnehmen. Hierzu werden in ihrem Labor innovative Technologien wie fortschrittliche 3D-Visualisierungen und Klangsimulationen von Landschaftsveränderungen eingesetzt. Zudem entwickelt sie mit ihrem Team Entscheidungsunterstützungswerkzeuge, um Planungsprozesse zu erleichtern. Ein weiterer Schwerpunkt ihrer Forschung ist die Untersuchung, wie iterative Prozesse zwischen Design und Geowissenschaften die kooperative Entwicklung ortsspezifischer Lösungen fördern können, die menschliche Bedürfnisse und Anforderungen an Wohlbefinden auf nachhaltige Weise berücksichtigen.
Für die ETH-Forschungsgemeinschaft betreut sie Doktoranden sowie Postdoc-Stipendiaten. Ausserdem hat sie  mehr als 100 Masterarbeiten und über 60 Bachelorarbeiten begleitet.
Adrienne Grêt-Regamey pflegt Verbindungen zur Schweizer Bundesverwaltung. Ihre Forschungsarbeiten finden Beachtung in der Presse, und sie war europaweit zu Veranstaltungen und Treffen von Organisationen eingeladen, um ihre Expertise vorzustellen.

## Expertentätigkeit
- seit 2024: Mitglied des Schweizerischen Wissenschaftsrats SWR[4]
- seit 2022: Mitglied des wissenschaftlichen Beirates der Wyss Academy for Nature[5]
- seit 2021: Leiterin der Engagement-Plattform und Mitglied des Lenkungsausschusses Future Cities Lab Global Future Cities Laboratory Global[6]
- seit 2016: Mitherausgeberin der Zeitschrift Landscape and Urban Planning | Journal | ScienceDirect.com by Elsevier[7]
- seit 2016: Herausgeberin der interdisziplinären Zeitschrift «disP – The Planning Review» | Taylor & Francis Online
- 2014–2023: Mitglied der ETH-Strategiekommission[8]
- 2013–2022: Mitglied des Lenkungsausschusses des Swiss Excellence Scholarship and Opportunity Programme (ESOP)[9]
- seit 2010: Mitglied des Kuratoriums des Forums Landscape, Alps, Parks (FoLAP).[10]

## Auszeichnungen
- 2023: Dandelion Entrepreneurship Award[11]
- 2022: Influential Female Research in Land System Science award[12]
- 2018: Finalistin ETH ALEA Award of Leadership[13]
- 2018: ERC Starting Grant für Projekt GLOBESCAPE[14]
- 2013: Schweizerischer Nationalfonds, Transdisciplinary Award[15]
- 1998: ETH-Silbermedaille für ihre Masterarbeit[8]
- 2007: ETH-Silbermedaille für ihre Doktorarbeit[8]

## Veröffentlichungen

### Wissenschaftliche Veröffentlichungen
Adrienne Grêt-Regamey hat 167 wissenschaftliche Publikationen verfasst (Stand 2024). Ihre Arbeiten wurden in  Fachzeitschriften der Landschaftsplanung, Landschaftsforschung und Landsystemwissenschaft veröffentlicht.

## Privates
Adrienne Grêt-Regamey ist verheiratet und Mutter zweier Kinder, geboren 2004 und 2006.